# Kœur-la-Petite
Koeur-la-Petite é uma comuna francesa na região administrativa de Grande Leste, no departamento de Meuse. Estende-se por uma área de 20,33 km². Em 2010 a comuna tinha 281 habitantes (densidade: 13,8 hab./km²).